# Peter Kirchoff
Peter Kirchhoff (1893-1976) est un sculpteur d'origine allemande mais naturalisé sud-africain qui participa à la construction du Voortrekker Monument à Pretoria. Il fut également un astronome amateur.

## Biographie
Peter Kirchhoff est né à Magdebourg en Allemagne mais vit une partie de sa jeunesse en Angleterre, où son père faisait affaires dans le commerce du jute et possédait une maison de vacances. Kirchhoff y a fait une partie de sa scolarité et fut diplômé en sciences à l'Imperial College de Londres en 1913. 
Durant la première guerre mondiale, il est officier de cavalerie dans l'armée allemande et combat sur le front russe. Après la guerre, il étudie à Göttingen et à Berlin et obtint un doctorat en physique-chimie, avec une thèse portant sur la modification allotropique. 
Après son mariage, il obtient une bourse pour suivre une formation professionnelle de sculpteur (un intérêt de jeunesse) à l'École supérieure des beaux-arts de Hambourg (1928). Au début de 1931, à l'invitation de sa sœur aînée, une botaniste qui étudiait la flore du Cap en Afrique du Sud, Kirchhoff se rend au Cap. En septembre 1931, il est admis dans un club d'amateurs d'arts dont parmi les membres se trouvent des artistes renommés comme Ivan Mitford-Barberton, Maggie Laubser, Lippy Lipshitz, Hugo Naude et Ruth Prowse. 
Inquiet de la montée du nazisme en Allemagne, Kirchhoff reste finalement en Afrique du Sud, où sa femme, leur fille et leur fils finissent par le rejoindre définitivement, trois ans plus tard (en 1934).
En 1932, il installe son studio d'artiste à Martin Melk House, un ancien presbytère luthérien situé sur Strand Street au Cap. Kirchhoff est très confiant dans sa nouvelle carrière, notamment de portraitiste. Parmi ses premiers clients figure, en 1932, George Bernard Shaw, le dramaturge et lauréat du prix Nobel, alors en voyage en Afrique du Sud.
En 1934, avec toute sa famille, Kirchhoff s'installe à Johannesburg à la suite d'une commande publique pour des sculptures sur les murs latéraux de la nouvelle bibliothèque publique de la ville. Il est ensuite recruté par l'Anglo American Corporation pour orner son immeuble du 44 Main street à Johannesburg. 
Quand la « commission centrale des monuments du peuple » (Sentrale Volksmonumentekomitee - SVK) le recrute en 1942 pour la construction de la frise historique du Voortrekker Monument, son profil détonne. Contrairement à ses collègues sculpteurs (Frikkie Kruger, Laurika Postma, Hennie Potgieter) et à l'architecte du monument, Gerard Moerdijk, Peter Kirchhoff n'était ni membre d'une Église réformée néerlandaise ni afrikaner, mais un allemand athée qui parlait peu l'afrikaans et ne vivait en Afrique du Sud que depuis quelques années. Ayant vraisemblablement montré une affinité suffisante avec la cause afrikaner pour être recruté, il est aussi le plus expérimenté des sculpteurs alors appelé à travailler sur la frise du monument. 
Après la finalisation et l'inauguration du Voortrekker Monument en 1949, il délaisse ses activités de sculpteur pour l'astronomie et devient président de la Société astronomique d'Afrique du Sud.
Il meurt le 19 décembre 1976 à Johannesburg.

## Sources
- Elizabeth Rankin et Rolf Michael Schneider, From Memory to Marble - The historical frieze of the Voortrekker Monument, De Gruyter, African Minds, 2019, p 180 et s.
- Nécrologie